# Belene (ostrov)
Ostrov Belene [ˈbelene] (bulharsky остров Белене) je říční ostrov na Dunaji ležící na severu Bulharska, v Plevenské oblasti, severně od města Belene. Ostrov je také znám pod názvem Persin (bulh. Персин).

## Geografie
Ostrov leží asi 18 kilometrů západně od města Svištov, mezi dvěma rameny na dunajském říčním kilometru 660 až 675, severovýchodně od města Belene. Ostrov je s délkou 13,9 km a šířkou 4,9 km největším bulharským ostrovem vůbec a čtvrtým největším dunajským ostrovem. Ostrov obklopuje ještě 5 podstatně menších ostrůvků. Belene patří bulharskému státu a má plochu 6897,03 hektarů. Je tvořen aluviálními sedimenty, jen část plochy tvoří zemědělská půda.
Tok Dunaje v úseku mezi Rumunskem a Bulharskem obsahuje celkem 132 ostrovů. Bulharsku patří 81 z nich, 51 náleží Rumunsku. Třemi největšími bulharskými ostrovy jsou Belene, Kozloduj (Козлодуй) a Vardim (Вардим).

## Pracovní tábor
Známým se ostrov stal především existencí mimořádně krutého pracovního tábora, v němž komunistické Bulharsko věznilo, mučilo a likvidovalo politické vězně a asimilaci vzdorující Turky. Tábor zde po osvobození Bulharska a převzetí moci zřídila Bulharská komunistická strana a Vlastenecká fronta. V letech 1949 až 1989 sem komunistický režim deportoval mnoho odpůrců tehdejšího režimu a osob označených za „kontrarevolucionáře“, z nichž někteří zde byli mučeni a zavražděni.

## Přírodní rezervace

Mapa

Na ostrově se nachází mezinárodně významný mokřadní biotop. Jde o cyklicky zaplavované lužní lesy složené převážně ze starých vrb a topolů.
Ve východní části ostrova se nachází přírodní rezervace „Persinski blata“ (bulharsky Персински блата; v překladu: Persinské močály), s rozlohou přibližně 390 ha. Vyhlášena byla v roce 1981 jako chráněné území (bulh. природна забележителност) k ochraně vodního ptactva jako jsou: potápka rudokrká, rybákovití (rybák bahenní, racek chechtavý a kormoránovití (kormorán velký. Ostrov poskytuje hnízdiště 170 druhům vodních ptáků, ze vzácnějších jde například o ibise hnědého, kormorána malého, ťuhýka mešího nebo berneška rudokrká.
Návštěvnické centrum přírodního parku Persina, s výstavními prostory a vyhlídkovou plošinou se nachází ve městě Belene. Symbolem přírodního parku je šedý čáp. Turistům je povoleno vstup jen na menší okolní ostrovy.
Na ostrově Belene jsou tři rozsáhlé močály s celkovou plochou 385,2 ha:
- „Pisčensko blato“ (bulh. Писченско блато) – plocha 182 ha
- „Mrtvoto blato“ (bulh. Мъртвото блато) – 122,6 ha
- „Staroto blato“ (bulg. Старото блато) – 80,6 ha

## Přírodní park Persina
Ostrov Belene je součástí přírodního parku Persina, který byl založena v prosinci roku 2000 s celkovou rozlohou 21,762 ha. Kromě Belene s jeho okolními ostrovy zahrnuje čtyři ostrovy u města Nikopol a dalších 19 ostrovů (u obcí Dragaš Vojvoda a Oreš a města Svištov), z nichž 5 patří Rumunsku. Na Belene jsou součástí parku Persinská blata.
Sousedními ostrovy Belene jsou Milka (bulh. Милка) a Kitka (bulh. Китка). Přírodní rezervace na ostrově Milka má rozlohu 30 a na ostrově Kitka 25,4 hektarů.